# كأس العالم للسيدات 2023 المجموعة الخامسة
أقيمت مباريات المجموعة الخامسة من نهائيات كأس العالم 2023 ما بين 22 يوليو إلى 1 أغسطس 2023. ضمت المجموعة كلًّا من الولايات المتحدة وفيتنام وهولندا والبرتغال، وتأهل متصدرا الترتيب هولندا والولايات المتحدة إلى دور الـ16.

## المنتخبات
| الترتيب | فريق             | وعاء | اتحاد      | طريقة التأهل                                               | تاريخ التأهل   | المشاركة | آخر ظهور | أفضل نتيجة                           | تصنيفات الفيفا | تصنيفات الفيفا |
| الترتيب | فريق             | وعاء | اتحاد      | طريقة التأهل                                               | تاريخ التأهل   | المشاركة | آخر ظهور | أفضل نتيجة                           | أكتوبر 2022    | يونيو 2023     |
| ------- | ---------------- | ---- | ---------- | ---------------------------------------------------------- | -------------- | -------- | -------- | ------------------------------------ | -------------- | -------------- |
| 1       | الولايات المتحدة | 1    | الكونكاكاف | بطل كونكاكاف 2022                                          | 7 يوليو 2022   | 9        | 2019     | الفائز ( 1991 ، 1999 ، 2015 ، 2019 ) | 1              | 1              |
| 2       | فيتنام           | 3    | الآسيوي    | الفائز في تصفيات كأس آسيا للسيدات 2022                     | 6 فبراير 2022  | 1        | -        | أول مرة                              | 34             | 32             |
| 3       | هولندا           | 2    | الأوروبي   | الفائز في تصفيات كأس العالم المجموعة الثالثة.              | 6 سبتمبر 2022  | 3        | 2019     | الوصيف ( 2019 )                      | 8              | 9              |
| 4       | البرتغال         | 4    | الأوروبي   | الفائز في المجموعة الأولى في مباراة فاصلة بين الكونفدرالية | 22 فبراير 2023 | 1        | -        | أول مرة                              | 23             | 21             |

## الترتيب
| م | الفريق           | لعب | ف | ت | خ | أ.له | أ.ع | أ.ف | نقاط | التأهل                      |
| - | ---------------- | --- | - | - | - | ---- | --- | --- | ---- | --------------------------- |
| 1 | هولندا           | 3   | 2 | 1 | 0 | 9    | 1   | +8  | 7    | تأهل إلى مرحلة خروج المغلوب |
| 2 | الولايات المتحدة | 3   | 1 | 2 | 0 | 4    | 1   | +3  | 5    | تأهل إلى مرحلة خروج المغلوب |
| 3 | البرتغال         | 3   | 1 | 1 | 1 | 2    | 1   | +1  | 4    |                             |
| 4 | فيتنام           | 3   | 0 | 0 | 3 | 0    | 12  | −12 | 0    |                             |

في دور الـ16 :
- يواجه الفائز في المجموعة الخامسة، هولندا ، وصيف المجموعة السابعة، جنوب إفريقيا.
- يواجه وصيف المجموعة الخامسة، الولايات المتحدة، مع الفائز في المجموعة السابعة، السويد.

## المباريات
جميع الأوقات المذكورة حسب التوقيت المحلي (UTC + 12).

### الولايات المتحدة ضد فيتنام
| الولايات المتحدة              | 3–0   | فيتنام |
| ----------------------------- | ----- | ------ |
| - سميث 14'، 45+7' - هوران 77' | تقرير |        |

| الولايات المتحدة | فيتنام |

### هولندا ضد البرتغال
| هولندا            | 1–0   | البرتغال |
| ----------------- | ----- | -------- |
| فان دير جراغت 13' | تقرير |          |

| هولندا | البرتغال |

### الولايات المتحدة ضد هولندا
| الولايات المتحدة | 1–1   | هولندا    |
| ---------------- | ----- | --------- |
| هوران 62'        | تقرير | روورد 17' |

| الولايات المتحدة | هولندا |

### البرتغال ضد فيتنام
| البرتغال                   | 2–0   | فيتنام |
| -------------------------- | ----- | ------ |
| - إنكارناكاو 7' - كيكا 21' | تقرير |        |

| البرتغال | فيتنام |

### البرتغال ضد الولايات المتحدة
| البرتغال | 0–0   | الولايات المتحدة |
| -------- | ----- | ---------------- |
|          | تقرير |                  |

| البرتغال | الولايات المتحدة |

### فيتنام ضد هولندا
| فيتنام | 0–7   | هولندا                                                                        |
| ------ | ----- | ----------------------------------------------------------------------------- |
|        | تقرير | - مارتينس 8' - سنويس 11' - بروغتس 18'، 57' - روورد 23'، 83' - فان دي دونك 45' |

| فيتنام | هولندا |

## نظام اللعب النظيف
يستخدم نقاط اللعب النظيف ككسر فاصل إذا تعادلت الأرقام الإجمالية والسجلات المباشرة للفرق، يتم احتسابها بناءً على البطاقات الصفراء والحمراء المستلمة في جميع مباريات المجموعة على النحو التالي:
- أول بطاقة صفراء: ناقص 1 نقطة.
- البطاقة الحمراء غير المباشرة (البطاقة الصفراء الثانية): ناقص 3 نقاط.
- البطاقة الحمراء المباشرة: ناقص 4 نقاط.
- البطاقة الصفراء والبطاقة الحمراء المباشرة: ناقص 5 نقاط.

| المنتخب          | المباراة 1 | المباراة 1                    | المباراة 1 | المباراة 1             | المباراة 2 | المباراة 2                    | المباراة 2 | المباراة 2             | المباراة 3 | المباراة 3                    | المباراة 3 | المباراة 3             | النقاط |
| المنتخب          | أنذر       | Yellow card · Yellow-red card | Red card   | Yellow card · Red card | أنذر       | Yellow card · Yellow-red card | Red card   | Yellow card · Red card | أنذر       | Yellow card · Yellow-red card | Red card   | Yellow card · Red card | النقاط |
| ---------------- | ---------- | ----------------------------- | ---------- | ---------------------- | ---------- | ----------------------------- | ---------- | ---------------------- | ---------- | ----------------------------- | ---------- | ---------------------- | ------ |
| هولندا           | 1          |                               |            |                        |            |                               |            |                        |            |                               |            |                        | –1     |
| فيتنام           | 1          |                               |            |                        |            |                               |            |                        | 1          |                               |            |                        | –2     |
| الولايات المتحدة | 1          |                               |            |                        | 1          |                               |            |                        | 3          |                               |            |                        | –5     |
| البرتغال         | 2          |                               |            |                        | 1          |                               |            |                        | 3          |                               |            |                        | –6     |